# Дмитриев, Дмитрий Матвеевич
Дми́трий Матве́евич Дми́триев (настоящая фамилия Меер Менделевич Плоткин; 1901, Екатеринослав — 7 марта 1939, Москва) — деятель ГПУ/НКВД СССР, комиссар государственной безопасности 3-го ранга. Депутат Верховного Совета СССР 1-го созыва. Входил в состав особой тройки НКВД СССР. Участник массовых репрессий на территории Пермской и Свердловской областей в годы большого террора.

## Биография
По национальности еврей, член коммунистической фракции Еврейской социал-демократической рабочей партии «Поалей Цион» в 1918—1919 годах, с 1921 член РКП(б). Учился в Екатеринославском земском коммерческом училище.

### Карьера
- 1917 — статистик Екатеринославской городской управы.
- 1918—1919 — инспектор Екатеринославского отдела народного образования, репетитор.
- 1920 — политический лектор Екатеринославского губернского чрезвычайного санитарного комитета.
- 1920 — в Екатеринославском губернском военном комиссариате.
- 1920—1922 — в войсках ВЧК.
- 1922 — август 1924 — уполномоченный Экономического отдела Полномочного представительства ГПУ — ОГПУ по Юго-Востоку.
- август 1924 — 15 августа 1925 — начальник 2-го отделения Экономического управления ОГПУ при СНК СССР.
- август 1925 — декабрь 1929 — особоуполномоченный, уполномоченный, помощник начальника 2-го отделения Экономического управления ОГПУ при СССР.
- 10 декабря 1929 — 25 ноября 1931 — начальник 2-го отделения Экономического управления ОГПУ при СНК СССР.
- 16 июля 1930 — 1 октября 1930 — начальник 4-го отделения Экономического управления ОГПУ при СНК СССР.
- 25 января — 1 апреля 1931 — начальник 5-го отделения Экономического управления ОГПУ при СНК СССР.
- 1 апреля 1931 — 15 февраля 1932 — начальник 3-го отделения Экономического управления ОГПУ при СНК СССР.
- 25 ноября 1931 — 27 мая 1935 — помощник начальника Экономического управления ОГПУ при СНК — ГУГБ НКВД СССР.
- 1 октября 1932 — 1 апреля 1933 — начальник 6-го отделения Экономического управления ОГПУ при СНК СССР.
- 27 мая 1935 — 15 июля 1936 — заместитель начальника Экономического отдела ГУГБ  НКВД СССР.
- 15 июля 1936 — 22 мая 1938 — начальник Управления НКВД по Свердловской области. Один из организаторов БХСС в Свердловской области[4]. Этот период отмечен вхождением в состав особой тройки, созданной по приказу НКВД СССР от 30.07.1937 № 00447[5] и активным участием в сталинских репрессиях[6][7].
- 22 мая — 28 июня 1938 — начальник Главного управления шоссейных дорог НКВД СССР.

## Звания
- 29.11.1935 — старший майор государственной безопасности;
- 1.10.1936 — комиссар государственной безопасности 3-го ранга.

## Арест, суд, казнь и реабилитация
Арестован 28 июня 1938 года. Расстрелян по приговору ВКВС СССР (по обвинению в активном участии в антисоветской террористической и шпионской организации в системе НКВД) 7 марта 1939 года.
В октябре-ноябре 1938 года использовался в качестве  внутрикамерного агента НКВД,  пытался склонить к самооговору маршала В.К. Блюхера.
Реабилитирован 9 декабря 1994 года ГВП РФ года, невзирая на явное участие в репрессиях. Постановлением Главной военной прокуратуры от 11 марта 2015 года заключение Главной военной прокуратуры от 9 декабря 1994 года было отменено. Определением Судебной коллегии по делам военнослужащих Верховного суда Российской Федерации от 16 апреля 2015 года Д.М. Дмитриев был признан не подлежащим реабилитации.

## Адрес
В Москве: Тверской бульвар, дом 20, квартира 31.